# Carlos Moyá
Carlos Moyà (n. 27 august 1976, Palma, Insulele Baleare⁠(d), Spania) este un jucător profesionist spaniol de tenis de câmp, născut la Palma de Mallorca, fost număr 1 în clasamentul  ATP, timp de doar 2 săptămâni. A câștigat 20 de titluri la simplu printre care și unul la Roland Garros.
- Învingător al  Turneului de tenis de la Roland Garros, Franța, 1998.
- Finalist al Australian Open, 1997.
- Semifinalist al  Turneului United States Open, 1998.
- Deținător al  Cupei Davis, 2004.
- Câștigător al 20 de turnee a  Asociației jucătorilor profesioniști de tenis.
- Primul reprezentant din partea  Spaniei, care a obținut cel mai înalt rating al Asociației jucătorilor profesioniști de tenis.